# Ester Helenius

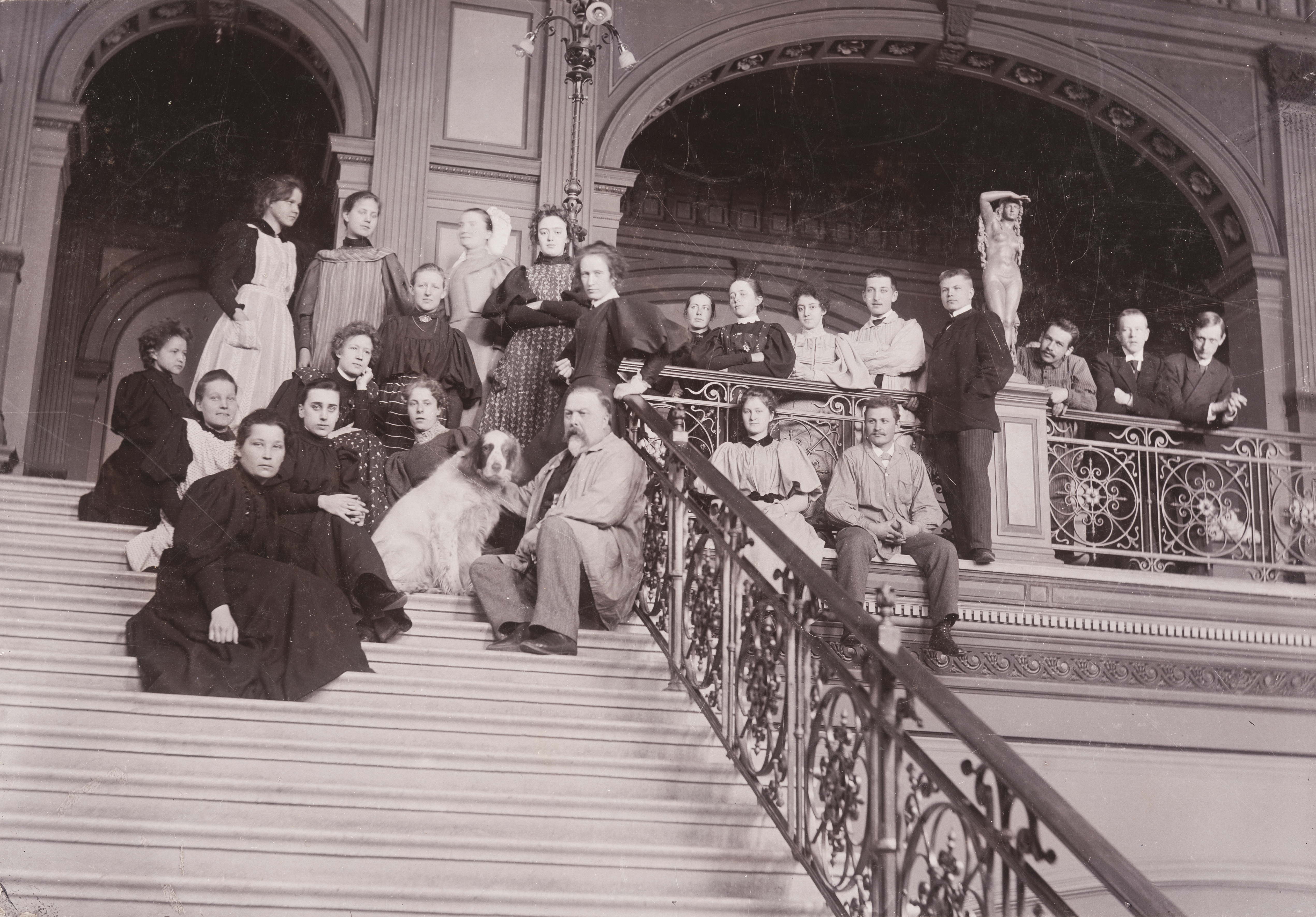
Photographie de Thorsten Waenerberg avec ses étudiants de la Société d'art finlandais, dont Alexandra Löppönen, Ebba Masalin, Maria Nummelin, Maria Boehm, Tyra Malmström, Alexander Barkoff, Bruno Hahl, Mikael Strandman, Lydia Bäckström, Agnes Leidenius, Elsa Lövegren, Olga Gummerus, Hanna Hirn, Axel Haartman, Juho Kustaa Kyyhkynen, Hanna Frelander, Hilja Finne, Hilda Sjöblom, Hilda Flodin, Gabriel Engberg, Ester Helenius, Siri Järnefelt et Thorsten Waenerberg, en 1896.

Ester Helenius, née le 16 mai 1875 à Lapinjärvi et morte le 12 octobre 1955 à Helsinki est une peintre finlandaise.

## Biographie
Née le 16 mai 1875 à Lapinjärvi, elle étudie à l'Académie des Beaux-Arts de Helsinki dans la même classe qu'Hugo Simberg et Hilda Flodin avec laquelle elle restera amie toute sa vie,.
Ester Helenius vit et peint à Helsinki et visite souvent Paris. Son art est « d'abord réaliste », mais elle « trouve son idéal chez Odilon Redon, et ses toiles s'orientent vers une expression synthétique ».